# Frayeurs (film)
Pour les articles homonymes, voir Frayeur (homonymie).
Série Trilogie de la mort
L'Au-delà
(1981)
Pour plus de détails, voir Fiche technique et Distribution.
Frayeurs (Paura nella città dei morti viventi) est un film d'épouvante fantastique italien réalisé par Lucio Fulci et sorti en 1980. Il s'agit du premier volet de la trilogie de la mort, complétée l'année suivante par L'Au-delà et La Maison près du cimetière.
Le film débute par le suicide par pendaison d'un prêtre. Cela ouvre une porte de l'enfer qui libère des morts-vivants. Une médium et un journaliste font équipe pour la refermer avant la Toussaint.
Frayeurs a été développé après le succès financier du film précédent de Fulci, L'Enfer des zombies, ce qui l'a amené à travailler avec le scénariste Dardano Sacchetti pour écrire un nouveau film d'épouvante inspiré des œuvres de H. P. Lovecraft. Le film a été lancé pendant la production de son poliziottesco La Guerre des gangs, que Fulci a quitté pour commencer à travailler sur Frayeurs. Le tournage s'est déroulé principalement aux États-Unis, les scènes en studio étant tournés à Rome.
Le film est sorti dans les salles italiennes en août 1980, et a rapporté 985 millions de lires. Il a été suivi d'une sortie dans toute l'Europe, y compris une projection au Festival international du film fantastique et de science-fiction de Paris, où Fulci a remporté le Grand Prix du public, et aux États-Unis en avril 1983. À sa sortie, le film a été critiqué pour ses médiocres prestations d'acteurs, son intrigue poussive et sa violence crue, mais comme pour plusieurs films de Fulci, il est devenu avec le temps un film culte. 

## Synopsis
À Dunwich, un village reculé du Massachusetts sur la côte est des États-Unis, le père Thomas se pend à un arbre dans un cimetière. Au même moment, à New York, la médium Mary Woodhouse voit la scène lors d'une séance de spiritisme. Désemparée, Mary tombe en profonde catalepsie. Les autres personnes présentes à la séance, dont l'occultiste Theresa, constatent sa mort soudaine. Un commissaire de police arrive sur les lieux, convaincu que Mary est morte d'une overdose. Soudain, un brasier s'élève dans la pièce, laissant tout le monde stupéfait.
Pendant ce temps à Dunwich, Bob, un garçon à l'apparence fantomatique, erre dans les rues désertes de la ville. En entrant dans une maison abandonnée, il trouve les restes de ce qui semble être un bébé et s'enfuit.
À New-York, le journaliste Peter Bell tente lui aussi d'enquêter sur l'étrange événement, mais ne peut pénétrer dans la maison de Mary, qui est gardée par la police.
Dans le même temps, dans le bar de Dunwich, certains habitants discutent de Bob, de sa folie et des événements étranges qui se produisent. M. Ross est convaincu que Bob doit partir de Dunwich. Soudain, l'explosion d'un miroir et une grande fissure sur un des murs font fuir les clients du bar.
Sandra, une artiste peintre, se trouve dans l'atelier de son psychanalyste Jerry. La séance est interrompue par l'arrivée d'Emily, la petite amie de Jerry, qui doit rencontrer Bob le soir même car elle veut l'aider. 
Le lendemain, Peter se rend au cimetière, où le cercueil de Marie est prêt à être enterré. Les deux préposés laissent le cercueil découvert et Peter, errant parmi les tombes, entend un faible gémissement provenant du cercueil : prenant une pioche, Peter parvient à percer le couvercle du cercueil et sauve Marie in extremis avant qu'elle ne suffoque.
Dans l'appartement de Theresa, Mary raconte ce qu'elle a vu avant de s'évanouir. Theresa lui révèle que ce qu'elle a vu est décrit dans le livre d'Enoch, écrit il y a 4 000 ans. Le suicide du prêtre a eu pour effet d'ouvrir les portes de l'Enfer et que les créatures issues de ce dernier se déchaîneront sur la Terre si ces portes ne sont pas refermées avant la Toussaint. Elle doit immédiatement se rendre à Dunwich pour arrêter tout ça.
Se rendant dans un garage, Emily voit Bob couché sur un lit, mort de peur. Il s'enfuit quand elle tente de se rapprocher de lui. Le père Thomas apparaît alors et lui enfonce des vers de terre et une sorte de substance terreuse dans la bouche. 
La même nuit, un couple s'embrasse dans une voiture. Ils aperçoivent alors le prêtre pendu. Tout à coup, le cadavre du prêtre se dématérialise pour se rematérialiser ranimé à côté de la voiture. Avec son regard perçant, le prêtre parvient à hypnotiser la fille, puis à lui faire pleurer des larmes de sang et lui fait vomir ses intestins. Le garçon tente de s'échapper, mais le prêtre lui fracasse le crâne et en extrait son cerveau.
Pendant ce temps, le cadavre d'Emily est retrouvé à côté d'une mare de matière putride. Selon le médecin qui se précipite sur la scène de l'horrible crime, Emily est morte de peur. Le père de la femme, M. Robbins, soupçonne plutôt Bob. Peter et Mary quittent New York pour Dunwich. Aux pompes funèbres, un thanatopracteur embaume le corps d'Emily. 
Bob retourne alors à la maison où il était et voit le prêtre pendu et une corde qui disparait. Il s'enfuit aussitôt. 
De retour aux pompes funèbres, l'employé ayant terminé son travail, s'approche du cercueil d'Emily et lui vole son collier de perles. Il tente de faire pareil avec une femme âgée mais alors qu'il s'approche du cou de la femme, l'employé est mordu au poignet. Un peu plus tard, le frère d'Emily la voit zombifiée par la fenêtre et se met à hurler.
Sandra téléphone à Jerry, alarmée par de droles de bruits. Elle lui demande de venir en urgence. Ce dernier se précipite et trouve inexplicablement le cadavre de la vieille femme dans la cuisine. Alors que Sandra et Jerry essaient de trouver une explication rationnelle, le cadavre disparaît soudainement mais semble caché derrière un meuble, se tenant debout. Sur ces entrefaites, une fenêtre explose et un mur de la maison se met à saigner.
Pendant ce temps, Bob s'est réfugié dans le garage de M. Ross. Il y est rejoint par la jeune fille de ce dernier. M. Ross survient alors qu'ils sont dans une voiture et parvient à tuer Bob, lui perçant la tête avec une perceuse électrique.
Peter et Mary arrivent à Dunwich, où ils rencontrent Sandra et Jerry. Ils entrent tous les quatre dans le bureau de ce dernier et sont frappés par une tempête d'asticots, qui sont entrés portés par le vent par une fenêtre ouverte. Après avoir réussi à échapper à la tempête, ils retrouvent John-John, le frère d'Emily et découvrent que ses parents ont été tués par cette dernière. Sandra est victime d'Emily, qui s'est ranimée sous forme de zombie, tandis que Jerry parvient à mettre John-John en sécurité et à le remettre à la police.
Au bar de la ville, les clients sont assiégés par des zombies. Peter, Jerry et Mary parviennent à atteindre la tombe du Père Thomas avant que la Toussaint n'arrive. La tombe, cependant, est vide, mais conduit à des cachots aux murs recouverts de squelettes qui mènent à leur tour dans une chapelle. Sandra, zombifiée surgit alors et tue Peter. Elle inflige alors à Mary la même hypnose qui fait couler du sang par ses yeux. Jerry parvient alors à transpercer Sandra avec un pieu avant de réussir à saigner Mary à blanc. Jerry et Mary continuent alors leur périple et tombent nez à nez avec le prêtre Thomas. Le sang se remet à couler des yeux de Mary. Jerry le tue de la même manière que Sandra et il s'embrase. Sa mort fait disparaître les zombies, qui s'embrasent à leur tour.
Jerry et Mary retournent à la surface et trouvent John-John, accompagné de deux policiers. Le garçon court vers eux, heureux. Mais soudain, les regards de Jerry et Mary sont marqués par une angoisse soudaine alors que l'écran se craquele et se noircit.

## Fiche technique
- Titre français : Frayeurs ou L'Île des morts-vivants[2]
- Titre original italien : Paura nella città dei morti viventi[3] (litt. « Peur dans la ville des morts-vivants »)
- Réalisation : Lucio Fulci
- Scénario : Dardano Sacchetti et Lucio Fulci
- Musique : Fabio Frizzi
- Photographie : Sergio Salvati (it)
- Montage : Vincenzo Tomassi (it)
- Décors et costumes : Massimo Antonello Geleng
- Effets spéciaux : Gianetto de Rossi
- Maquillage : Rosario Prestopino (it), Franco Rufini, Luciano Vito
- Production : Fabrizio De Angelis, Luciano Martino, Lucio Fulci, Giovanni Masini, Felice Colaiacomo, Franco Poccioni, Mino Loy
- Sociétés de production : Dania Film, Medusa Film, National Cinematografica
- Société de distribution : Medusa Film
- Pays de production :  Italie
- Langue originale : italien
- Format : Couleurs - 1.85:1 - Son mono - 35 mm
- Genre : Épouvante fantastique
- Durée : 93 minutes
- Dates de sortie :
  - Italie : 11 août 1980
  - France : 10 décembre 1980
- Interdit aux moins de 12 ans

## Distribution
- Catriona MacColl (VF : Monique Thierry) : Mary Woodhouse
- Christopher George : Peter Bell
- Carlo De Mejo : Gerry
- Antonella Interlenghi : Emily Robbins
- Giovanni Lombardo Radice : Bob
- Janet Ågren : Sandra
- Daniela Doria : Rosie Kelvin
- Fabrizio Jovine : Le Père William Thomas
- Luca Venantini : John-John Robbins
- Michele Soavi : Tommy Fisher
- Venantino Venantini : M. Ross
- Enzo D'Ausilio : l'assistant du shérif Russell
- Adelaide Aste (it) : Theresa
- Luciano Rossi : l'agent de police new-yorkais
- Robert Sampson : Shérif Russell
- Lucio Fulci : Dr. Joe Thompson (Caméo)

## Production

### Scénario
Après que L'Enfer des zombies ait rapporté plus de 1,5 milliard de lires en Italie, le réalisateur Lucio Fulci a commencé à travailler sur un nouveau scénario d'horreur avec le scénariste Dardano Sacchetti. Le film contient de nombreuses références aux œuvres des écrivains Howard Phillips Lovecraft (le village fictif de Dunwich est inventé par Lovecraft dans sa nouvelle L'Abomination de Dunwich), Edgar Allan Poe (la séquence de l'enterrée vivante fait référence à la nouvelle L'Enterrement prématuré écrite par Poe en 1844) et Stephen King (il y a plusieurs références à son roman Salem). Sacchetti a noté que Fulci venait de relire Lovecraft avant de travailler sur le scénario du film, déclarant qu'il voulait recréer une atmosphère lovecraftienne. Dans les écrits originaux de Sacchetti, l'histoire ne se déroule pas à Dunwich, mais à Salem. Ce scénario inclut également des personnages qui ne sont pas utilisés dans le film, comme Mike, un sans-abri qui est dévoré par des chats et réapparaît plus tard dans le film sous forme de zombie.
Sacchetti a rappelé qu'après avoir achevé le scénario, il a été mis de côté pendant un certain temps, en raison de leurs engagements sur d'autres projets. Fulci ne voulait pas retravailler avec le producteur de L'Enfer des zombies Fabrizio De Angelis et a convaincu Renato Jaboni de Medusa Distribuzione ainsi que Luciano Martino et Mino Loy de Dania Film et National Cinematografica d'apporter leur contribution.. Fulci a reçu le feu vert de la production alors qu'il était en plein tournage de son film précédent, le poliziottesco La Guerre des gangs. Fulci a alors décidé de quitter le plateau du film, confiant à son assistant-réalisateur Roberto Giandalia la tâche de terminer les prises de vues principales.
La séquence finale a été suggérée par Vincenzo Tomassi (it), le monteur du film, l'un des collaborateurs réguliers de Fulci. « Le film se termine avec l'enfant courant vers Jerry et Mary. Tout semblait bon. Tomassi a dit : "Pourquoi ne pas diviser l'écran en plusieurs parties et voir leurs visages en dehors de la scène ?". En fait, après le tournage, nous avons réalisé que les deux personnes regardaient la caméra d'un air dubitatif. Les critiques ont écrit à son sujet 500 000 fois, disant que ce plan était merveilleux... Ce doute, que l'enfant soit un zombie ou non, a été inventé par Tomassi. Les gens l'acceptent, parce que l'épouvante est acceptée comme une idée pure. La raison est absente... il y a l'idée pure », a déclaré le réalisateur. 

### Tournage
Le critique de cinéma Roberto Curti a déclaré que, selon le Public Cinematographic Register, le tournage a été annoncé comme ayant commencé le 24 mars, mais il est plus probable que le tournage n'ait pas commencé avant avril 1980,. Le calendrier de tournage prévoyait un tournage en extérieur à New York et six semaines à Savannah, ainsi que deux semaines à Rome aux Studios De Paolis pour les scènes d'effets spéciaux,. La décision de tourner à Savannah a été dictée par le faible budget du film, notamment pour éviter tout conflit avec les syndicats concernant l'importation de la plupart des acteurs et de l'équipe du film. En tout, le tournage a duré huit semaines.
Les scènes d'effets spéciaux comprenaient une scène où les acteurs sont attaqués par une pluie d'asticots. La scène a nécessité deux énormes ventilateurs et 10 kg de véritables asticots. À la fin du tournage de la scène, les acteurs impliqués dans la séquence étaient hystériques. Pour surprendre Fulci, un membre de l'équipe a pris quelques-uns des asticots et les a placés dans son tabac à pipe, ce que Fulci n'a appris qu'après avoir tiré quelques bouffées de ce qu'il fumait, ce qui l'a énormément énervé. Fulci pensera plus tard que cet incident est à l'origine de sa future maladie, puisqu'il subit une opération du cœur en 1985, souffre d'un anévrisme ventriculaire, contracte une hépatite virale et développe une cirrhose du foie.
Les séquences d'ouverture, montrant le suicide du père Thomas, ont été filmées dans un vrai cimetière. L'équipe a toutefois été mis à la porte parce qu'il avait commencé à déterrer des cadavres.

### Attribution des rôles
Les premiers choix de la distribution comprenaient la vedette de L'Enfer des zombies, Tisa Farrow, dans le rôle de Mary Woodhouse, Fiamma Maglione (it) dans le rôle de Sandra, Aldo Barberito (it) dans le rôle du père Thomas et Robert Kerman dans le rôle de M. Ross ; ils ont été remplacés respectivement par Catriona MacColl, Janet Ågren, Fabrizio Jovine et Venantino Venantini. Agren et Christopher George ont été spécifiquement engagés pour augmenter les perspectives commerciales du film. Christopher George avait joué dans de nombreux westerns américains. Les relations entre l'acteur et Fulci n'étaient pas très bonnes. Fulci, qui avait l'habitude de donner des surnoms à tous les membres de son équipe, a surnommé George le « chien au cigare ».
Le rôle de Mary a donc été confié à Catriona MacColl, qui joue ici pour la première fois dans un film de Fulci et qui jouera plus tard dans les deux autres films de la trilogie de la mort, L'Au-delà et La Maison près du cimetière. Lorsqu'elle a été approchée pour le film, MacColl a estimé que le scénario était « mal écrit » et a presque refusé d'y participer. « Cela me semblait être une série d'effets spéciaux sans histoire », a-t-elle déclaré dans une interview en 2011. Elle a appelé son agent depuis sa chambre d'hôtel pour lui demander conseil ; il lui a dit d'accepter le rôle, car « personne n'allait aller voir le film de toute façon », une prédiction dont MacColl a pu constater plus tard l'inanité.
Le rôle de Rosie Kelvin est interprété par Daniela Doria, une habituée des films de Lucio Fulci.
Le rôle de Bob était interprété par Giovanni Lombardo Radice, un acteur bien connu des amateurs de films d'horreur italiens. Les relations de Fulci avec Radice n'étaient pas non plus très bonnes sur le plateau.
Tom est interprété par Michele Soavi, futur réalisateur de films d'épouvante et alors à ses débuts en tant qu'acteur. Soavi a également participé au film en tant qu'assistant réalisateur.
Antonella Interlenghi, qui jouait le rôle d'Emily, a été arrêtée aux États-Unis pendant le tournage du film. Le chef d'accusation était l'attentat à la pudeur. L'actrice a été libérée sous caution, payée par la production.
Perry Pirkanen, déjà au générique du controversé et choquant Cannibal Holocaust réalisé par Ruggero Deodato en 1979, apparaît dans un petit rôle, celui du croque-mort.

### Décors
Les décors du film ont été créés par Massimo Antonello Geleng, pour sa première collaboration avec Lucio Fulci. Au départ, le réalisateur n'était pas très heureux avec Geleng, qui avait été imposé par la production. À la fin du tournage, cependant, Fulci appréciait tellement le travail de Geleng qu'il a ensuite souvent fait appel à lui pour réaliser les décors de ses films ultérieurs.
Savannah est en fait une ville assez ensoleillée, qui ne convenait pas à l'ambiance sombre du film. C'est pour cette raison que Geleng a créé artificiellement du vent, du brouillard et de la poussière.
Certaines scènes extérieures du film ont été reconstituées en studio, à Rome. La maison que l'on voit dans l'ouverture du film, celle du médium, a été reconstruite aux studios Incir De Paolis, tout comme la maison de Sandra. Les peintures de la maison ont été réalisées par Geleng lui-même.
Les cachots menant de la tombe du Père Thomas à sa chapelle ont été reconstitués dans l'atelier. La réalisation a pris un mois.

### Trucages et effets spéciaux
Contrairement à ce que rapportent de nombreuses sources, les trucages et les effets spéciaux n'ont pas été réalisés par Giannetto De Rossi (it) et Maurizio Trani (it) mais par Gino De Rossi, Franco Rufini et Rosario Prestopino (it). Le maquillage des zombies a été réalisé par Prestopino, tandis que Rufini s'est occupé du maquillage des actrices.
La séquence dans laquelle Daniela Doria vomit ses entrailles a été réalisée à l'aide d'une fausse tête et d'entrailles de mouton. La séquence de la mort de Bob, dont la tête est percée, a été conçue par Sacchetti, et les effets spéciaux ont été créés par Rufini et Prestopino.

### Photographie
La photographie du film a été réalisée par Sergio Salvati (it), fréquent collaborateur de Fulci (le western Les Quatre de l'apocalypse, L'Emmurée vivante, L'Enfer des zombies, ...).
La séquence de l'enterrement vivant de Mary a été tournée dans le studio. Un hangar noir a été construit autour de MacColl afin de ne pas laisser entrer la lumière extérieure. Un faux cercueil a ensuite été préparé, construit à l'aide de deux parois latérales et d'un couvercle ; mais il y avait aussi un vrai cercueil, utilisé pour les prises de vue d'en haut. MacColl était allongée sur un matelas et le couvercle était plus haut que celui d'un vrai cercueil, pour permettre à l'actrice de lever les mains et de gratter avec ses ongles. En fonction du plan, les panneaux latéraux étaient déplacés tandis que la caméra était positionnée sous l'actrice. La séquence a été tournée en deux jours et le tournage a été souvent interrompu car MacColl avait des crises de claustrophobie. La séquence a également été tournée à 35/40 images par seconde, par opposition à la norme canonique de 24, afin de ralentir les gestes de l'actrice.
La scène où Pierre ouvre le cercueil de Marie avec une pioche a été tournée à New York, mais l'intérieur du cercueil a été tourné à Rome. MacColl se souvient qu'elle clignait des yeux à chaque fois que la pioche frappait le cercueil : « C'était juste une réaction nerveuse. Et Lucio était de plus en plus énervé. Il m'a fait sortir du cercueil et a crié : "Je vais te montrer comme c'est facile !". Alors il est monté dans le cercueil et a fait le même exercice sans cligner des yeux. "Si je peux le faire, tu peux le faire", a-t-il dit ».

## Exploitation
Frayeurs est distribué en Italie par Medusa Distribuzione le 11 août 1980. Il engrange un total de 985 238 798 lires, un chiffre qualifié par Roberto Curti de « quelque peu décevant ». Le film se place 87e du box-office Italie 1980-1981. Le film est distribué en Europe, notamment en Allemagne de l'Ouest le 11 septembre 1980 sous le titre Ein Zombie hing am Glockenseil et en France le 10 décembre 1980, ainsi qu'aux Pays-Bas sous le titre anglais City of the Living Dead, en Espagne sous le titre Miedo en la ciudad de los muertos vivientes et au Portugal sous le titre Os Mistérios da Cidade Maldita. La version allemande du film distribuée par Alemannia/Arabella était plus courte d'environ 10 minutes que la version italienne, supprimant certaines scènes de dialogue mais conservant les scènes sanglantes intactes. À Paris, le film a été projeté au Festival international du film fantastique et de science-fiction de Paris. Au festival, le film a remporté le Grand Prix du Public. 
Au Québec, le film sort en octobre 1981, en version française uniquement, et n'attire pas l'attention de la critique.  Le film est sorti au Royaume-Uni le 7 mai 1982, où il a été accepté par le BBFC après que la scène de la perceuse ait été coupée. Aux États-Unis, le film est sorti le 8 avril 1983 sous le nom de Twilight of the Dead, ce qui a entraîné une mise en demeure de la United Film Distribution Company en raison de la ressemblance du titre avec le film Zombie (Dawn of the Dead) qu'ils avaient distribué deux ans auparavant. En conséquence, le distributeur, Motion Picture Marketing, a retiré le film et l'a réédité avec un nouveau titre, The Gates of Hell.

### Accueil critique
Lors de sa sortie, Frayeurs n'a pas été très apprécié par les critiques de cinéma italiens, comme tous les films de Fulci. En revanche, il a été immédiatement apprécié par les critiques français, qui l'ont considéré comme l'un des meilleurs films d'épouvante de l'époque.
Un critique du journal italien La Stampa « déconseille [le film] aux spectateurs facilement impressionnables » et ajoute que le film est un signe que Fulci a « atteint la maturité expressive », avec une histoire qui se développe progressivement pour créer une « atmosphère cauchemardesque expressive », concluant que le film était un « spectacle de grand guignol ». Giovanna Grassi du Corriere della Sera a trouvé le film trop dépendant du gore, manquant d'atmosphère, et « incohérent et étiré au-delà de toute mesure ». La critique fait ensuite l'éloge de l'acteur Giovanni Lombardo Radice et de la composition de Frizzi. La critique de Pierre Gires de L'Écran fantastique trouve que le film mène les spectateurs dans une succession d'« événements sanglants et hallucinatoires qui laissent peu de place à la respiration » et qu'il est « très bien monté, avec un rythme vif ». La critique conclut que le film est un « film définitif après lequel il sera inutile de revenir sur le même sujet », et qu'il « place Lucio Fulci parmi les meilleurs artisans de cette branche particulière du fantastique ».

### Récompenses et distinctions
- Grand Prix du public au Festival fantastique de Paris 1980

## Hommages et postérité
- L'année suivant le film de Fulci, le film Les Voisins de John G. Avildsen est sorti. La scène dans laquelle John Belushi, couvert de boue de la tête aux pieds après une chute dans une flaque d'eau, regarde par la fenêtre de sa chambre, est la copie conforme de la scène de Frayeurs dans laquelle le spectre défiguré d'Emily apparaît à la fenêtre.
- La séquence de la « résurrection » de Marie rappelle La Tombe de Ligeia, réalisé par Roger Corman en 1965.
- Au début de Il ficcanaso, réalisé par Bruno Corbucci en 1981, Pippo Franco est effrayé par un film qu'il a vu à la télévision. Ce film est Frayeurs.
- Dans Horrible, un film d'horreur réalisé par Joe D'Amato en 1981, il y a une séquence dans laquelle un homme a la tête sciée en deux, tout comme dans la scène de meurtre de Bob.
- Poltergeist 2, réalisé par Brian Gibson en 1986, met en scène un prêtre maudit revenu d'outre-tombe.
- La séquence de l'enterrement prématuré de Mary a été citée par Wes Craven dans son film L'Emprise des ténèbres, réalisé en 1988.
- La manière dont le père Thomas a été tué a été reprise par Fulci dans le téléfilm La casa nel tempo, réalisé en 1989. Là, c'est une servante qui meurt transpercée par un pieu.
- L'Antre de la folie, réalisé par John Carpenter en 1994, présente des ressemblances avec le film de Fulci : là aussi, un homme et une femme doivent entreprendre un voyage vers une ville qui ne figure sur aucune carte et se retrouvent au cœur d'événements terribles et surréalistes. De plus, dans une séquence, la femme pleure des larmes de sang.
- Dans la comédie Voll normaaal (de) (1994) de l'artiste de cabaret Tom Gerhardt (de), le titre du film est cité comme un complément amusant à une série de titres de films autrement fictifs, comme Henker haben dicke Arme et Dracula 12 - Schlachtfest am Zentralfriedhof.
- Quentin Tarantino a déclaré que ses deux films italiens préférés étaient Les Frissons de l'angoisse et Frayeurs[16]. Il fait références à Frayeurs dans son diptyque Kill Bill, réalisé en 2003. Dans le premier volet, lorsque Gogo Yubari est en train de mourir, elle pleure des larmes de sang, et dans le deuxième volet, lorsque la mariée est enterrée vivante par Budd.
- Le film de Fulci est également mentionné par Les Simpson : dans un épisode, en effet, Homer regarde à la télévision la scène dans laquelle le spectre de Thomas apparaît aux deux jeunes gens faisant l'amour dans le garage.
- Dans le manga Berserk, Grifis, juste avant d'invoquer la Main de Dieu avec le Bejelit, pleure des larmes de sang.
- Un clip de la célèbre scène des « entrailles régurgitées » a été utilisé par le groupe suédois de goregrind Regurgitate comme intro de leur album Effortless Regurgitation of Bright Red Blood. Dans la réédition du même album, un instantané de la même scène est utilisé comme jaquette.